# ブライアン・グリーンバーグ
ブライアン・グリーンバーグ（Bryan Greenberg, 1978年5月24日 - ）は、アメリカ合衆国出身の俳優である。

## 人物
2015年10月31日、女優のジェイミー・チャンと結婚。2021年10月、双子が生まれたことをグリーンバーグが自身のインスタグラムで公表した。

## 出演作品

### テレビ
- ホームタウン 〜僕らの再会〜（ニック・ギャレット）
- One Tree Hill（ジェイク・ジャギエルスキー）
- LAW & ORDER ロー＆オーダー

### 映画
- ステイ・フレンズ（パーカー）
- ブライダル・ウォーズ
- プロフェッサー
- スカーレット・ヨハンソンの百点満点大作戦
- デッド・シティ2055